# 2010年亚洲残疾人运动会盲人柔道比赛
2010年亚洲残疾人运动会盲人柔道比赛于12月14日—12月17日在华工体育馆进行。

## 獎牌統計
| 排名 | 国家／地区      | 金牌 | 银牌 | 铜牌 | 總數 |
| ---- | --------------- | ---- | ---- | ---- | ---- |
| 1    | 中国（CHN）     | 6    | 0    | 5    | 11   |
| 2    | 日本（JPN）     | 3    | 3    | 3    | 9    |
| 3    | 伊朗（IRI）     | 2    | 2    | 2    | 6    |
| 4    | 韩国（KOR）     | 1    | 1    | 1    | 3    |
| 5    | 蒙古（MGL）     | 0    | 2    | 2    | 4    |
| 6    | 泰国（THA）     | 0    | 1    | 2    | 3    |
| 7    | 中华台北（TPE） | 0    | 1    | 1    | 2    |
| 7    | （UZB）         | 0    | 1    | 1    | 2    |
| 總計 | 總計            | 12   | 11   | 17   | 40   |

## 赛事赛果

### 男子60公斤级
- 金牌：李小东（中国）
- 银牌：平井孝明（日本）
- 铜牌：李吴凯（中華台北）/李贤宇（韩国）

### 男子66公斤级
- 金牌：赛义德·拉赫马提（伊朗）
- 银牌：阿吉木·蒙赫巴特（蒙古）
- 铜牌：广濑诚（日本）/赵序（中国）

### 男子73公斤级
- 金牌：高桥秀克（日本）
- 银牌：谢里夫·哈利洛夫（乌兹别克斯坦）
- 铜牌：冯斌（中国）/穆罕默德·阿里·沙纳尼（伊朗）

### 男子81公斤级
- 金牌：加藤裕司（日本）
- 银牌：哈尼·阿萨凯里（伊朗）
- 铜牌：哈桑·科西莫夫（乌兹别克斯坦）/徐志林（中国）

### 男子90公斤级
- 金牌：初瀬勇辅（日本）
- 银牌：达希策伦·干巴特（蒙古）
- 铜牌：杜权有（中国）/赛义德·阿米尔·米尔哈桑·纳塔杰（伊朗）

### 男子100公斤级
- 金牌：崔光根（韩国）
- 银牌：哈米德·阿里扎德（伊朗）
- 铜牌：广濑悠（日本）/米亚格马尔·奥其尔呼亚格（蒙古）

### 男子100公斤以上级
- 金牌：哈姆扎·纳德里（伊朗）
- 银牌：朴正敏（韩国）
- 铜牌：沙哈·西乍龙（泰国）/王嵩（中国）

### 女子48公斤级
- 金牌：郭华平（中国）
- 银牌：李凯琳（中華台北）

### 女子52公斤级
- 金牌：张福珍（中国）
- 银牌：素巴瓦迪·尊胶（泰国）
- 铜牌：普列布·包劳尔图亚（蒙古）/田中淳未（日本）

### 女子57公斤级
- 金牌：王丽静（中国）
- 银牌：田中亚弧（日本）

### 女子63公斤级
- 金牌：崔娜（中国）
- 银牌：米田真由美（日本）
- 铜牌：蓬西丽·达楚（泰国）

### 女子70公斤级
- 金牌：李雨（中国）